# 愛尽小経
『愛尽小経』（あいじんしょうきょう、巴: Cūḷataṇhāsaṅkhaya-sutta, チューラタンハーサンカヤ・スッタ）とは、パーリ仏典経蔵中部に収録されている第37経。『小愛尽経』（しょうあいじんきょう）とも。
釈迦に教えを受けた帝釈天が、その教えの曲解をモッガラーナに矯される。

## 日本語訳
- 『南伝大蔵経・経蔵・中部経典1』（第9巻） 大蔵出版
- 『パーリ仏典 中部（マッジマニカーヤ）根本五十経篇II』 片山一良訳 大蔵出版
- 『原始仏典 中部経典1』（第4巻） 中村元監修 春秋社